# فاطما آتاش
فاطما آتاش (انگلیسی: Fatma Ataş؛ زادهٔ ۲۰ ژوئن ۱۹۹۴) بازیکن فوتبال اهل ترکیه است.
وی همچنین در تیم ملی فوتبال Turkey U-19 بازی کرده‌است.